# Star Raiders

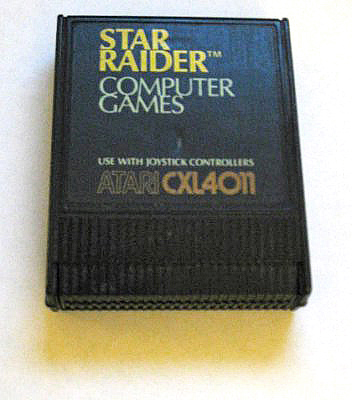
Cartucho ROM para Atari do jogo Star Raider

Star Raiders é um jogo eletrônico para a família de computadores Atari 8-bit lançado em 1979 e programado por Doug Neubauer. Foi posteriormente convertido para outros computadores e plataformas. O jogo possuía gráficos distintos para a época, que representava o jogo em visão em primeira pessoa em uma cabine de avião de uma nave de combate fictícia viajando por um campo estrelar 3D em perseguição do inimigo chamado "Zylons". Embora já existisse alguns jogos simples de target-shooting usando essa perspectiva, Star Raiders tinha consideravelmente mais qualidade gráfica e jogabilidade mais complexa. Como resultado, o jogo inspirou tanto imitadores da década de 1980 como a geração seguinte de jogos eletrônicos de simulação de combate espacial como as séries Wing Commander e X-Wing.
Star Raiders também foi criticado na época pela jogabilidade violenta.  Em 2007, foi incluído na lista de 10 mais importantes jogos de todos os tempos pelo The New York Times.